# Toucy Fülöp, a Konstantinápolyi Latin Császárság régense
Toucy Fülöp (1220 körül – 1277. január 12.), franciául: Philippe de Toucy, görögül: Φίλιππος του Τουσί, latinul: Philippus de Toceio, a Konstantinápolyi Latin Császárság régense, Laterza ura, a Szicíliai (Nápolyi) Királyság tengernagya. A francia eredetű Toucy-ház tagja. I. Narjot tripoliszi gróf apja. VII. Lajos francia király dédunokája és II. Ióannész bizánci császár, valamint Szent Piroska szépunokájaként I. László magyar király 6. (generációs) leszármazottja.

## Élete
Apja (III./I.) Narjot de Toucy (1162 körül–1241), a Konstantinápolyi Latin Császárság régense (ur.: 1228–1231; 1238–1239). Anyja Branaina N. bizánci úrnő (1205 körül–1239), Theodórosz Branasz bizánci úrnak, Drinápoly urának, a keresztesek egyik vezetőjének, a kaiszar (caesar) birtokosának és a Konstantinápolyi Latin Császárság régensének, valamint Capet Ágnes (Anna) (1271/72–1240) francia királyi hercegnőnek és özvegy bizánci császárnénak a lánya. Capet Anna császárné VII. Lajos francia király legkisebb lányaként és Capet Margit magyar királyné húgaként látta meg a napvilágot. Capet Ágnes két bizánci császár felesége is volt: II. Alexiosz és I. Andronikosz és bizánci császárnéként az ortodox vallás mellett az Anna nevet vette fel. Egyik császári férjének sem szült gyermekeket, hiszen 13/14 éves volt, mikor másodszor is megözvegyült 1185-ben, majd 1204-ben feleségül ment Theodórosz Branasz bizánci úrhoz, aki a nyugati keresztesekhez csatlakozott a Konstantinápolyi Latin Császárság megalapításakor, elnyerte a kaiszar (caesar) címet és a császárság régensi tisztét is betöltötte I. Henrik császár idején. Ebből a házasságból egy ismeretlen keresztnevű leány, Branaina úrnő született, aki Fülöp régens anyja volt.
Fülöp az apjához hasonlóan a Konstantinápolyi Latin Császárság régense lett (ur.: 1245–1247), II. Baldvin konstantinápolyi latin császár távolléte alatt, amíg a császár az európai udvarokat járta. Felesége Portia, I. Ottó roye-i úr lánya volt, akitől két fia született.
A Konstantinápolyi Latin Császárság 1261-es bukása után Fülöp követte császárát, II. Baldvint Franciaországba, majd Anjou Károly francia királyi herceget követte a pápa által ráruházott, majd a franciák által elfoglalt és megszállt Szicíliai Királyságba, ahol Fülöp lett a királyság tengernagya, mely tisztséget fia, Narjot is örökölt, és a Tarantói Hercegségben Laterza uradalmát igazgatta.

## Gyermekei
- Feleségétől, Portia roye-i úrnőtől, 2 fiú:
  - (IV./I.) Narjot (1250 körül–1293), Laterza ura, a Szicíliai Királyság tengernagya, Durazzó főkapitánya, felesége I. Lúcia (1265 körül–1299) címzetes antiochiai hercegnő és tripoliszi grófnő, 1 fiú:
    - Fülöp (1285 körül – 1300. január 17. után) címzetes antiochiai herceg, jegyese Anjou Eleonóra (1289–1341) nápolyi királyi hercegnő, II. Károly nápolyi király és Árpád-házi Mária magyar királyi hercegnő lánya, később feleségül ment II. Frigyes szicíliai királyhoz.

  - Ottó (–1300 után), II. Ottó néven Roye ura, a Szicíliai (Nápolyi) Királyság főbírája